# Mana Iwabuchi
Mana Iwabuchi (en japonés: 岩渕 真奈) (Tokio, Japón; 18 de marzo de 1993) es una exfutbolista japonesa. Jugaba como delantera y su último equipo fue el Arsenal de la Women's Super League de Inglaterra. También fue internacional con la selección de Japón.
Poseedora de una gran técnica, Iwabuchi es ampliamente considerada como una futbolista con excelente control del balón y habilidad en los pases. Debido a su poca estatura y su capacidad para regatear a sus oponentes con facilidad, en su país de origen la apodan Manadona, en honor a la leyenda argentina Diego Maradona.
Cara del fútbol femenino en su país, Iwabuchi ha representado a la selección femenina de Japón desde los 16 años, disfrutando de algunos de sus mayores éxitos en el escenario mundial. Debutó como internacional en 2010 y desde entonces ha disputado más de 85 partidos internacionales y marcado 36 goles con su país. Habiendo participado en tres torneos consecutivos de la Copa Mundial Femenina de la FIFA, Iwabuchi formó parte del equipo que levantó la copa en 2011, ingresando como suplente en la final contra Estados Unidos cuando solo tenía 18 años. También se colgó la medalla de plata en los Juegos Olímpicos de 2012 en Londres y el oro en los Juegos Asiáticos de 2018.
La dos veces Futbolista Joven Asiática del Año ha sido incluida en dos oportunidades en el Equipo Femenino de la Década de la AFC de la IFFHS, ganó el Balón de Oro de la Copa Mundial Sub-17 de la FIFA, fue Jugadora Más Valiosa y Bota de Oro en el Campeonato Sub-19 de la AFC, dos veces Bota de Oro en la Copa Femenina de la EAFF y Jugadora Más Valiosa de la Copa Asiática Femenina de la AFC. Entre sus distinciones figura el ser la ganadora más joven (18 años, 5 meses y 0 días) del Premio de Honor del Pueblo, una prestigiosa condecoración otorgada por el primer ministro de Japón, cuando lo recibió tras coronarse campeona del mundo en 2011.
Iwabuchi anunció su retiro del fútbol profesional el 1 de septiembre de 2023.

## Trayectoria
Iwabuchi nació en Musashino el 18 de marzo de 1993. El 21 de octubre de 2007, a sus 14 años, debutó en la L. League japonesa con el Nippon TV Beleza. Fue nombrada Mejor Jugadora Joven en la temporada 2008 e incluida en el Mejor Once de la temporada 2011.
El 28 de noviembre de 2012, se unió al Hoffenheim de la segunda división alemana. El 17 de marzo de 2013, debutó en el equipo con una victoria como visitante por 6-2 ante el SV Bardenbach, entrando como suplente en el minuto 46. El 31 de marzo de 2013, marcó su primer gol en la victoria 3-2 sobre el 1. FFC Niederkirchen. Iwabuchi terminó la temporada 2012-13 con 4 goles en 9 partidos, mientras que el Hoffenheim ganó la división Sur y ascendió a la Bundesliga. El 8 de septiembre de 2013, marcó el primer gol del Hoffenheim en la máxima categoría en la victoria por 1-0 contra el VfL Sindelfingen. Terminó la temporada 2013-14 con 6 goles en 22 partidos en todas las competiciones.
En junio de 2014, Iwabuchi dejó el Hoffenheim para unirse al Bayern Múnich. El 30 de enero de 2016, firmó una prórroga de contrato por dos años. Sin embargo, en marzo de 2017 anunció en su blog que había rescindido su contrato con el club, con el fin de regresar a Japón y concentrarse en recuperarse de sus lesiones.
El 23 de junio de 2017, la delantera firmó con el INAC Kobe Leonessa de Japón.
Iwabuchi regresó a Europa tras firmar con el Aston Villa de la FA Women's Super League el 21 de diciembre de 2020, uniéndose al equipo en enero de 2021.
Dado que su contrato a corto plazo con el Villa expira a finales de junio de 2021, se anunció el 26 de mayo de 2021 que Iwabuchi ficharía con el Arsenal. En enero de 2023, Iwabuchi fue cedida a préstamo al Tottenham hasta el final de la temporada 2022-23.
El 1 de septiembre de 2023, Iwabuchi anunció su retiro del fútbol profesional.

## Selección nacional
Iwabuchi comenzó su carrera internacional en 2008 cuando fue convocada a la selección sub-17 de Japón a la edad de 15 años para participar en la Copa Mundial Sub-17 de 2008. El equipo fue derrotado en los cuartos de final, pero la delantera fue galardonada con el Balón de Oro del torneo. Más tarde ese año, fue nombrada Futbolista Joven del Año en Asia por la Confederación Asiática de Fútbol.
Fue campeona en el Campeonato del Este de Asia 2010, debutando contra China y marcando su primer gol contra la selección de China Taipéi.
En 2011, levantó la Copa del Mundo de 2011. Jugó como suplente en la final contra Estados Unidos.
También jugó los Juegos Olímpicos de 2012 y la Copa del Mundo de 2015, logrando el segundo lugar en ambos torneos.
En 2018, en la Copa Asiática de 2018, jugó a tiempo completo en todos los partidos y marcó 2 goles. Japón ganó el campeonato y la futbolista fue nombrada Mejor Jugadora del torneo.

## Clubes
| Club                | País       | Año         |
| ------------------- | ---------- | ----------- |
| Tokyo Verdy Beleza  | Japón      | 2007 - 2012 |
| TSG 1899 Hoffenheim | Alemania   | 2013 - 2014 |
| Bayern Múnich       | Alemania   | 2014 - 2017 |
| INAC Kobe Leonessa  | Japón      | 2017 - 2020 |
| Aston Villa         | Inglaterra | 2021        |
| Arsenal             | Inglaterra | 2021 - 2023 |
| Tottenham (cedida)  | Inglaterra | 2023        |
| Arsenal             | Inglaterra | 2023 - 2023 |

## Palmarés

### Campeonatos nacionales
| Título                      | Club                | País     | Año     |
| --------------------------- | ------------------- | -------- | ------- |
| Nadeshiko League            | Tokyo Verdy Beleza  | Japón    | 2007    |
| Copa de la Nadeshiko League | Tokyo Verdy Beleza  | Japón    | 2007    |
| Nadeshiko League            | Tokyo Verdy Beleza  | Japón    | 2008    |
| Copa de la Emperatriz       | Tokyo Verdy Beleza  | Japón    | 2008    |
| Copa de la Emperatriz       | Tokyo Verdy Beleza  | Japón    | 2009    |
| Nadeshiko League            | Tokyo Verdy Beleza  | Japón    | 2010    |
| Copa de la Nadeshiko League | Tokyo Verdy Beleza  | Japón    | 2010    |
| Copa de la Nadeshiko League | Tokyo Verdy Beleza  | Japón    | 2012    |
| 2. Bundesliga Femenina      | TSG 1899 Hoffenheim | Alemania | 2012-13 |
| Bundesliga                  | Bayern Múnich       | Alemania | 2014-15 |
| Bundesliga                  | Bayern Múnich       | Alemania | 2015-16 |

### Campeonatos internacionales
| Título                      | Equipo                    | Sede              | Año  |
| --------------------------- | ------------------------- | ----------------- | ---- |
| Campeonato Sub-19 de la AFC | Selección sub-19 de Japón | China             | 2009 |
| Campeonato del Este de Asia | Japón                     | Japón             | 2010 |
| Mundial de Fútbol           | Japón                     | Alemania          | 2011 |
| Juegos Olímpicos            | Japón                     | Londres           | 2012 |
| Juegos Asiáticos            | Japón                     | Yakarta-Palembang | 2018 |
| Copa Asiática de la AFC     | Japón                     | Jordania          | 2018 |
| Campeonato del Este de Asia | Japón                     | Corea del Sur     | 2019 |

### Distinciones individuales
| Distinción                                               | Año  |
| -------------------------------------------------------- | ---- |
| Futbolista Joven del Año en Asia                         | 2008 |
| Balón de Oro de la Copa Mundial Sub-17                   | 2008 |
| Futbolista Joven del Año en Asia                         | 2009 |
| Mejor Jugadora del Campeonato Sub-19 de la AFC           | 2009 |
| Botín de Oro del Campeonato Sub-19 de la AFC             | 2009 |
| Botín de Oro del Campeonato del Este de Asia             | 2010 |
| Mejor Jugadora de la Copa Asiática de la AFC             | 2018 |
| Botín de Oro del Campeonato del Este de Asia             | 2019 |
| Equipo Femenino de la AFC de la Década 2011-2020 (IFFHS) | 2021 |